# Ofensiva a leste de Qalamoun (Setembro–Outubro de 2016)
A Ofensiva no leste de Qalamoun foi uma ofensiva militar em larga escala contra as posições rebeldes sírios nas montanhas orientais de Qalamoun da província de Rif Dimashq, lançada pelo Estado Islâmico do Iraque e do Levante (EIIL) ao longo de uma linha de frente de mais de 15 quilómetros na região.

## A ofensiva
Em 3 de Setembro de 2016, o EIIL enviou dois carros-bomba contra posições rebeldes nas montanhas, mas ambos foram destruídos antes que pudessem alcançar seus alvos. Depois disso, as forças do EIIL invadiram o território controlado pelos rebeldes de três eixos diferentes, superando várias posições e matando mais de 20 rebeldes.
Três dias depois, um regimento do EIIL foi implementado enquanto era lançado um segundo assalto na área. Durante os confrontos, os rebeldes destruíram um T-72 do EIIL, um bulldozer e um ZU-23-2, o último com um míssil BGM-71 TOW. No dia seguinte, Jaysh al-Islam recapturou uma colina perto de Dumayr ao EIIL.
Em 9 de Setembro, o EIIL lançou um terceiro ataque contra as forças rebeldes nas montanhas. Os rebeldes liderados por Jaysh al-Islam e por várias facções do Exército Livre Sírio repeliram o assalto e dezenas de combatentes do EIIL foram mortos. Centenas de reforços rebeldes chegaram à região no dia seguinte. Em 13 de Setembro, o EIIL recapturou as três colinas de Jabal Zubaydi, Tall Daba'a e Jabal al-Afa'i. De 14 a 15 de Setembro, rebeldes lançaram um contra-ataque para recuperar Jabal al-Afa'i. De 17 a 18 de Setembro, as forças do EIIL lançaram um ataque bem sucedido contra posições rebeldes em Badiya, matando quatro e capturando quarenta combatentes, enquanto perdiam dois veículos em troca. O combate intenso entre rebeldes e o EIIL na área foi relatado em 19 de Setembro, quando a ofensiva do EIIL entrou na 3.ª semana.
Em 21 de Setembro, Ahrar al-Sham e as Forças do Mártir Ahmad al-Abdo (ligadas à Frente do Sul) recapturaram a área de Rajem al-A'ali, dando-lhes o controle de 40% das montanhas de al-Afa'i, enquanto um Mig-23 da Força Aérea da Síria, que estava a atacar posições do EIIL, despenhou-se na região. As forças rebeldes fizeram mais progressos no final daquele dia, retomando várias posições em Jebal Batra. O piloto do MiG do governo atingiu o território rebelde nas montanhas e, como resultado de uma trégua na área, os rebeldes o entregaram às Forças Armadas da Síria e, segundo os rebeldes, receberam pequenas armas e munições em troca por parte das forças do governo. Até 23 de Setembro, os rebeldes controlavam 70% de Jabal al-Afa'i.

Em 26 de Setembro, homens armados desconhecidos tentaram assassinar Harith Siwar, comandante do Jaysh al-Islam na zona oriental das Montanhas Qalamoun. Em 29 de Setembro, as forças do EIIL lançaram um novo ataque nas montanhas do leste de Qalamoun, levando a grandes combates com os defensores rebeldes. Na noite de 1 e 2 de Outubro, os combatentes do EIIL invadiram o leste de Jabal al-Afa'i, durante fortes combates com o ELS e aliados. Dois dias depois, Jaysh al-Islam repeliu outro grande ataque do EIIL contra Jabal al-Afa'i e al-Naqab. No dia 9 de Outubro, 12 combatentes do EIIL e um número desconhecido de rebeldes foram mortos em confrontos após um ataque de EIIL em al-Khandaq e montanha al-Naqab. Cinco rebeldes foram mortos em confrontos no dia seguinte. Em 15 de Outubro, rebeldes lançaram um ataque às áreas de Kahil Tes e Mahol.